# Karel Kohout (ředitel)
Karel Kohout (5. září 1913 Kladno – 21. září 1991 Praha) byl český manažer, politický funkcionář KSČ, původně vystudovaný elektrotechnik, který v letech 1953 až 1958 působil jako ředitel Filmových ateliérů Barrandov. Mezi lety 1953 a 1957 byl taktéž ředitelem Televizního studia Praha a v letech 1957 až 1958 prvním ředitelem Československé televize.

## Život

### Mládí

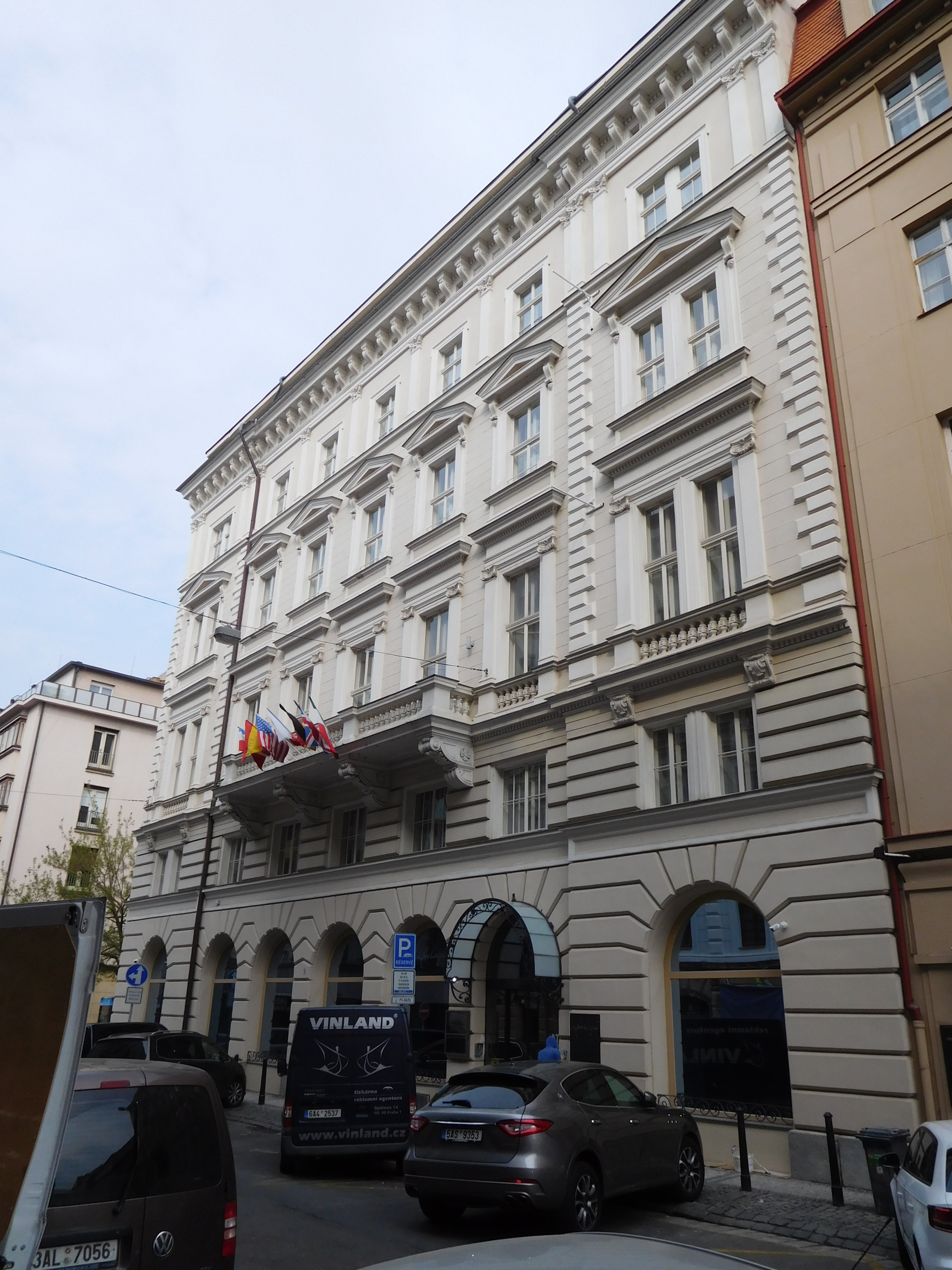
Budova Měšťanské besedy ve Vladislavově ulici 20 na Novém Městě v Praze, sloužící jako první sídlo ČST (2019)

Narodil se na Kladně do dělnické rodiny. Po dosažení základního a středního odborného elektrotechnického vzdělání nastoupil okolo roku 1930 jako elektrotechnik do kladenských železáren, následně pracoval v pivovaru v Mostu. Vstoupil do Komunistické strany Československa.

### Ateliéry Barrandov
Roku 1935 nastoupil na místo skladníka ve Filmových ateliérech Barrandov, kde pracoval po celou dobu Protektorátu Čechy a Morava. Po únorovém převzetí moci v Československu komunistickou stranou a znárodnění národního hospodářství, včetně čs. kinematografického průmyslu, byl Karel Kohout, vedle svých kompetencí, třídnímu původu a své stranické příslušnosti, jmenován ředitelem Barrandovských ateliérů. Za jeho působení vznikla v ateliérech celá řada výpravných československých filmů, včetně Husitské trilogie režiséra Otakara Vávry.

### Práce v televizi
Roku 1953 byl Karel Kohout jmenován ředitelem nově vzniklého Televizního studia Praha v rámci Československého rozhlasu. Veřejné zkušební televizní vysílání bylo zahájeno dne 1. května 1953 ve 20 hodin, studio se nacházelo na Novém Městě v Praze v Měšťanské besedě (Vladislavova 20). Vysílán byl předem vytvořený záznam na filmovém pásu, v němž úvodní slovo měl Jaroslav Marvan. Po skočení připraveného programu vysílání pokračovalo živým vystoupením Františka Filipovského. Koncem roku 1955 zahájilo vysílání Televizní studio Ostrava a o rok později také Televizní studio Bratislava. Kohout musel ve své funkci řešit především problémy se signálovým televizním pokrytím území státu. Na podzim 1957 se stal prvním ředitelem nově zřízené Československé televize a v této roli působil do února 1958, kdy došlo v rámci reorganizace instituce k jeho výměně za Milana Krejčího.
Kohout v ČST nadále působil jako politický pracovník, v letech 1963 až 1965 byl potom zaměstnán jako vedoucí výroby Československého armádního filmu. V ČST opět pracoval od roku 1965. Začátkem 70. let potom za působení generálního ředitele Jana Zelenky a změn vyvolaných invazí vojsk Varšavské smlouvy do ČSSR roku 1968 a nástupu normalizace pak Kohout působil jako ředitel II. programu ČST zřízeného roku 1970, až do zrušení funkce hlavní redakce programu. V televizi pracoval až do odchodu do důchodu roku 1986.

### Úmrtí
Karel Kohout zemřel v Praze roku 1991 ve věku 78 let a byl zde pravděpodobně také pohřben.